# Américo García
Américo García ist ein uruguayischer Politiker.
García gehört der Partido Nacional an. Er saß als stellvertretender Abgeordneter in der 40. Legislaturperiode vom 2. April bis 1. Juli 1968 und vom 15. Dezember 1969 bis zum 14. März 1970 für das Departamento Montevideo in der Cámara de Representantes.